# QBB-95

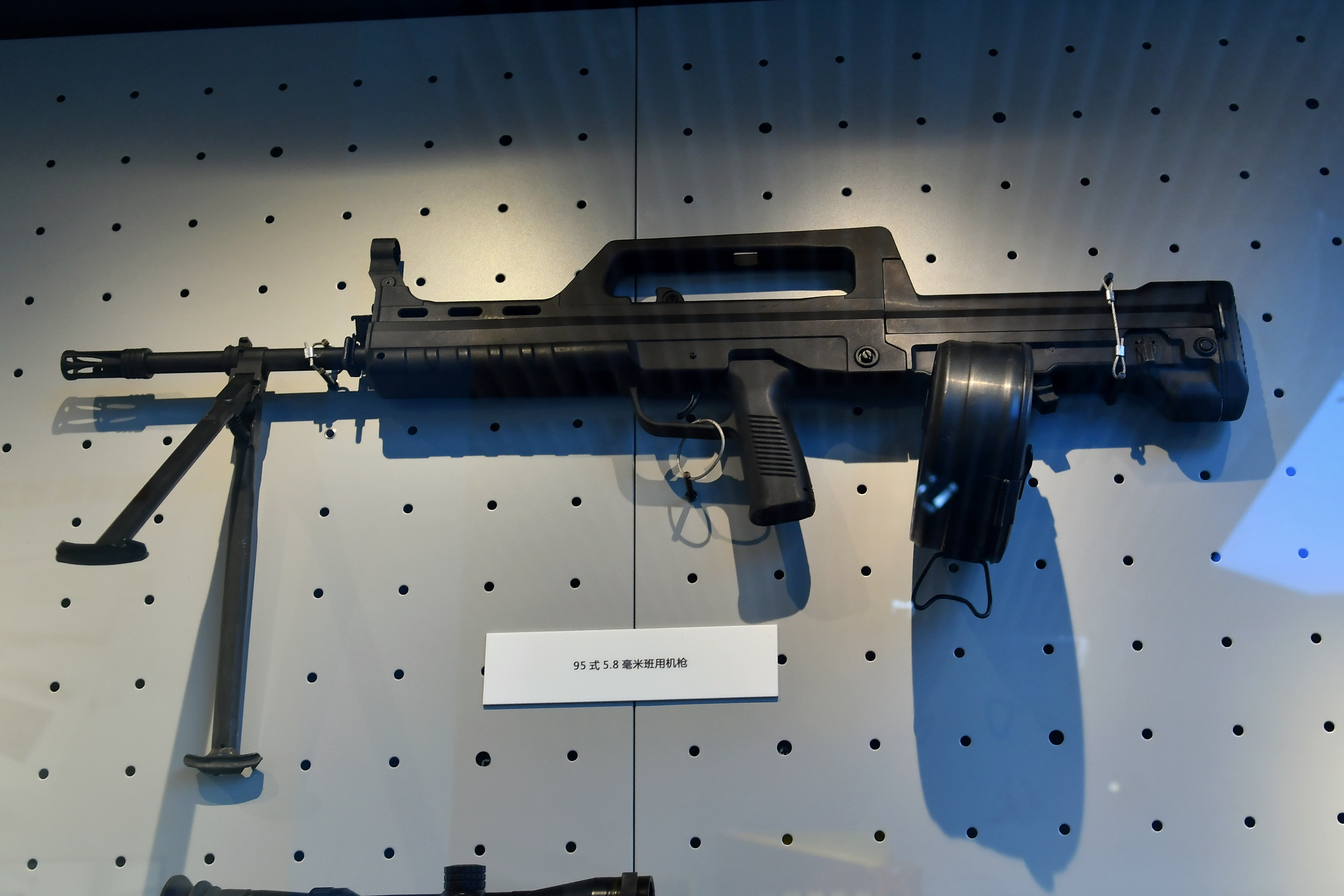
Metralladora lleugera QBB-95

El QBB-95 (Type 95) és una arma de suport lleuger, una variant de la família de fusells xinesos Tipus 95. Basat en el QBZ-95, el va ser dissenyada per a ser utilitzada com a arma estàndard, ja que tenia la capacitat d'intercanviar parts i municions amb altres armes similars (encara que algunes unitats estaven equipades amb els fusells Tipus 56, Tipus 81 o Tipus 03, que més tard es re-calibrarien al calibre 5,8x42 mm DBP87). Aquesta família inclou un fusells d'assalt estàndard, una variant en forma de carrabine i aquesta metralladora lleugera / arma automàtica d'esquadra. El canó més llarg i pesant, junt amb el carregador de tambor de 80 bales de la QBB-95 permetien un foc continuat, encara que el carregador estàndard de 30 bales també estava disponible i era compatible.
Encara que la QBB-95 i la QZB-95 utilitzaven la 5,8x42 mm, la QBB-95 utilitzava usualment la munició DBP88, la qual es una bala més pesada, la qual té una distància operativa més gran, més penetració en blindatge i millors qualitats balístiques a llargues distàncies. I al utilitzar les bales pesades en la QBZ+95, gastaries el canó i sistemes que utilitzant les bales normals utilitzades pel QBZ-95. Encara que amb la introducció al camp de batalla del QBZ-95-1, una variant més moderna, nous cartutxos com el DBP10 (més pesants que els anteriors) seran la nova munició estàndard per a les dues armes.
Seguint el desenvolupament del fusell millorat QBZ-95-1, les seves característiques van ser desenvolupades per a crear el QBB-95-1 LSW. Com a fusell d'assalt, tenia les característiques en el canó per a disparar la munició pesada DBP10, i es van incorporar els elements ergonòmics de metralladora lleugera i les del fusell d'assalt en la nova metralladora lleugera QBB-95-1.
L'arma es produïda per Norinco per a l'Exèrcit Popular d'Alliberament i les forces armades de la República Popular de la Xina. Hi ha una versió per a exportacions, que és la família QBB-97, la qual té la capacitat de disparar la munició 5,56 × 45 mm OTAN.

## Usuaris
- República Popular de la Xina
- Cambodja
- Sri Lanka